# Georges Humbert (Mathematiker)
Marie Georges Humbert (* 7. Januar 1859 in Paris; † 22. Januar 1921 ebenda) war ein französischer Mathematiker.

## Leben
Humbert wurde früh Waise und wuchs bei seinem Großvater, einem Fabrikanten, in der Franche-Comté auf. Er ging in Juilly und Paris zur Schule und studierte an der École polytechnique und danach an der École des Mines. Nach einigen Jahren als Bergbauingenieur in Vesoul ging er nach Paris, wo er Lehrer an der École polytechnique und der École des Mines wurde. 1885 wurde er promoviert (Sur les courbes de genre un). Für seine Untersuchung der Anwendung automorpher (Fuchsscher) Funktionen (mit denen Henri Poincaré seine  Uniformisierungstheorie begründete) auf algebraische Kurven, wobei er an die grundlegenden Arbeiten von Alfred Clebsch anknüpfte, erhielt er 1891 den Poncelet-Preis der französischen Akademie der Wissenschaften und 1893 den Preis der französischen mathematischen Gesellschaft, deren Präsident er ab 1893 war. 1895 wurde er Professor für Analysis an der École Polytechnique. 1904 wurde er Assistent von Camille Jordan am Collège de France und 1912 sein Nachfolger auf dessen Lehrstuhl.
Humbert befasste sich auch Charles Hermite folgend mit Zahlentheorie, die zu seiner Zeit in Frankreich wenig vertreten war. Für seine Arbeiten über Kummer-Flächen erhielt er 1892 den Preis der französischen Akademie der Wissenschaften.
1901 wurde er als Nachfolger von Hermite Mitglied der Académie des Sciences. 1893 war er Präsident der Société Mathématique de France.
Er war zweimal verheiratet. Aus erster Ehe (seine Frau Marie Jagerschmidt starb 1892) hatte er einen Sohn Pierre Humbert, der ebenfalls Mathematiker wurde und die Werke seines Vaters herausgab. Aus zweiter Ehe (ab 1900) hatte er zwei Kinder.

## Schriften
- Application de la théorie des fonctions fuchsiennes à l'étude des courbes algébriques, Journal de mathematiques pure et appliquées, 4. Serie, Band 2, 1886, S. 239–328, PDF auf Gallica
- Pierre Humbert, Gaston Julia (Hrsg.): Georges Humbert – Oeuvres, Gauthier-Villars 1929
- Cours d´Analyse, 2 Bände, Gauthier-Villars 1902, 1904 (Vorlesungen Ecole Polytechnique)